# Omar Wehbe
Omar Wehbe (Buenos Aires, 15 agosto 1944 – 2 febbraio 2019) è stato un calciatore argentino, di ruolo attaccante.

## Carriera
Nel 1968, Wehbe gioca nel Vélez che si gioca il titolo Nacional con River Plate e Racing Club: contro i rosso bandati il Vélez tiene 1-1 e nell'ultima sfida col Racing, Wehbe regala al club di Sarsfield il primo storico campionato argentino, realizzando una tripletta contro la squadra di Avellaneda (le reti del 2-1, del 3-1 e del 4-2 finale). Al termine del torneo, risulta essere anche il miglior marcatore dell'edizione.

## Palmarès

### Club

#### Competizioni nazionali
- Campionato argentino: 1

Vélez: Nacional 1968

### Individuale
- Capocannoniere del campionato argentino: 1

Nacional 1968 (13 gol)